# Agostina Segatori au café du Tambourin
Agostina Segatori au café du Tambourin est un tableau du peintre néerlandais Vincent van Gogh réalisé en 1887. Cette huile sur toile est un portrait d'Agostina Segatori assise à une table du café montmartrois dit Au Tambourin, à Paris, en France. Elle est conservée au musée Van-Gogh, à Amsterdam.